# Dismorphia lygdamis
Dismorphia lygdamis är en fjärilsart som först beskrevs av William Chapman Hewitson 1869.  Dismorphia lygdamis ingår i släktet Dismorphia och familjen vitfjärilar. Inga underarter finns listade i Catalogue of Life.

## Bildgalleri

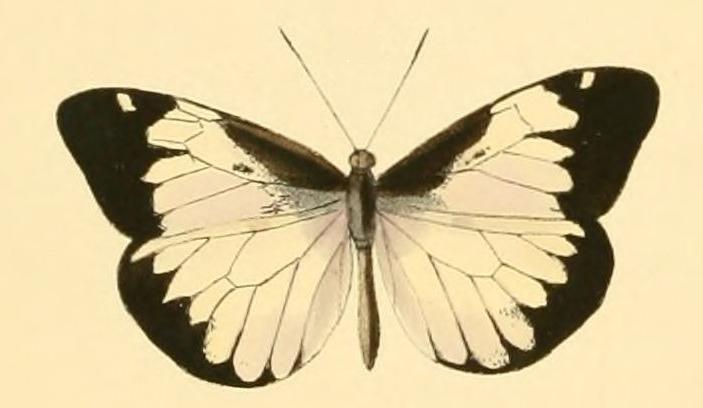
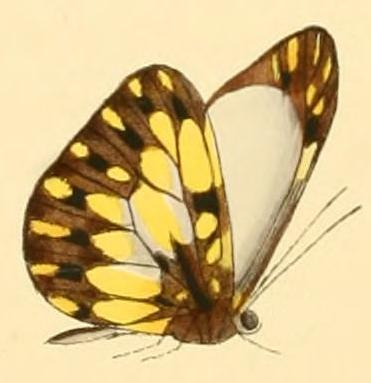
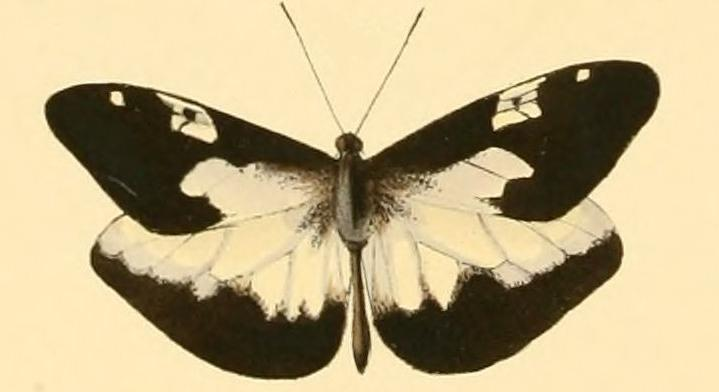
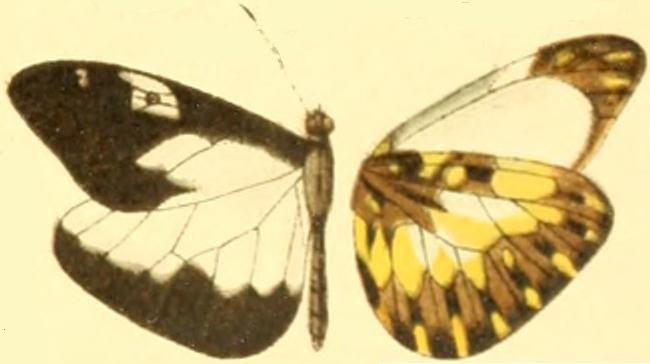
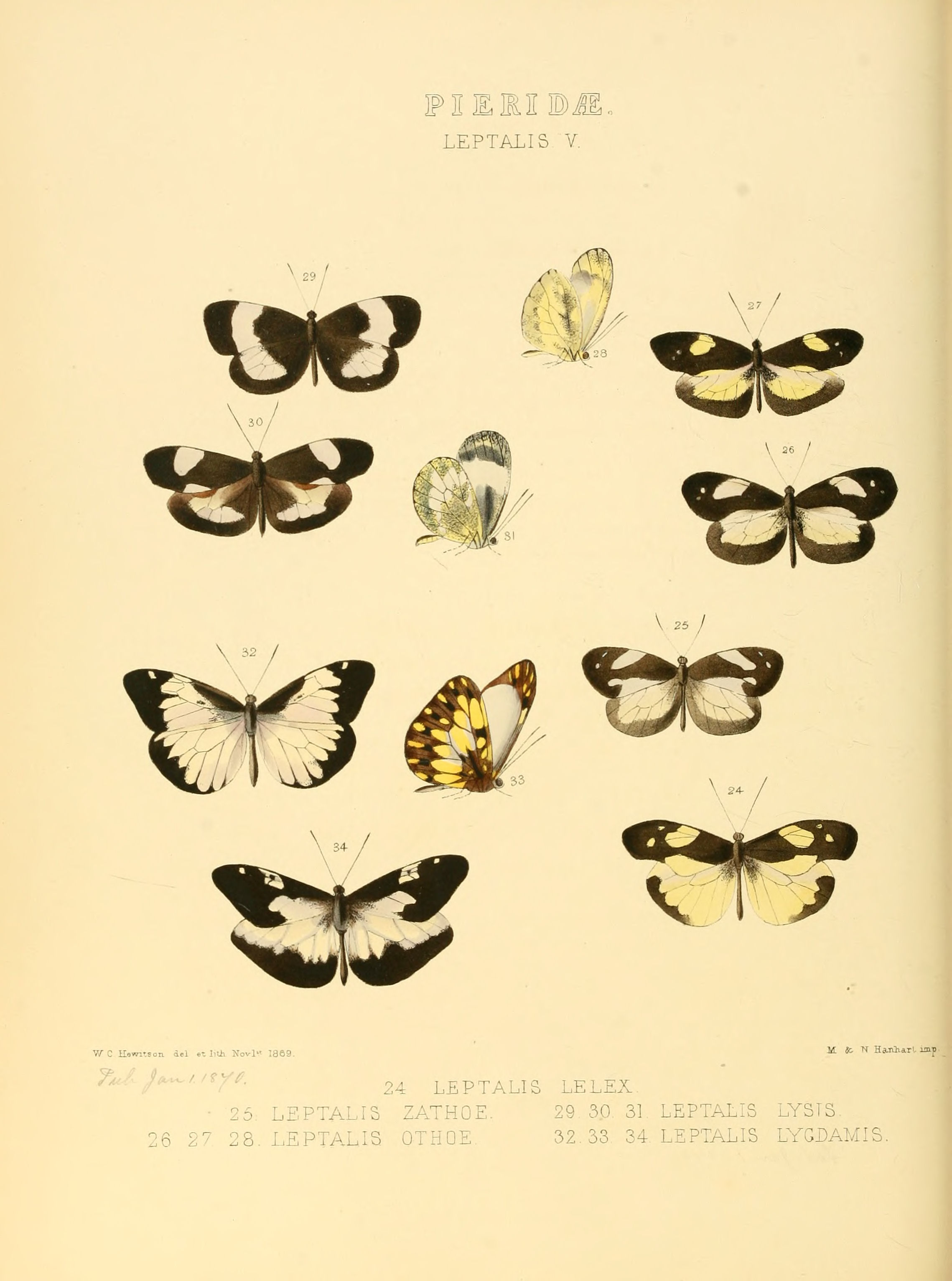